# Sebastián Bednarik
Sebastián Bednarik (Montevideo, 1975) és un productor i director de cinema, empresari, professor, artista, autor, guionista i documentalista uruguaià.
Fill de Susana Soares i Enrique Bednarik va néixer a Montevideo, Uruguai. Fundador i director executiu juntament amb Andrés Varela de la productora Coral Cinema. El 2007 funda també Efecte Cinema, una plataforma de cinema itinerant a Uruguay. Obté el Premi Florencio el 1999, revelació per la seva adreça de l'obra Què va passar amb BN?. Escriu al costat de Coral Godoy el guió de L'Espera, Premi FONA el 2000. També el Premi Iris en 2011, entre d'altres. S'exerceix com a professor de l'Escola de Cinema d'Uruguai (ECU).

## Filmografia
Sebastian va realitzar aquests films.
- 2002, La espera
- 2007, La matinée
- 2008, Cachila
- 2010, Mundialito
- 2014, Maracaná

## Premis[calcitació]
- 1999, Premi Florencio
- 2003, Millor guió, Festival Llatinoamericà de Trieste per La espera
- 2003, Millor pel·lícula, Festival Llatinoamericà de Mont-real per La espera
- 2003, Millor pel·lícula iberoamericana, Festival de cinema de Miami per La espera
- 2007, Fipresci Uruguai: Premi Revelació per La matinée
- 2007, Fipresci Uruguai: Millor documental per La matinée
- 2008, Festival de Berlín: Seleccionat amb Cachila per participar del "Latin American Works in progress"
- 2010, Festival de Rio: Selecció oficial amb Mundialito
- 2010, Fipresci Uruguai: Millor documental Uruguaià amb Mundialito
- 2011, Festival Internacional del Nou Cinema Llatinoamericà, Cuba: Selecció oficial amb Mundialito
- 2011, Festival Internacional de Guia d'Isora, Tenerife: Selecció oficial amb Mundialito
- 2011, Festival Internacional de Cinema Documental de la ciutat de Mèxic, DOCS DF: Selecció oficial amb Mundialito
- 2011, Premis Iris de Millor documental per Mundialito
- 2011, Premis Iris d'Uruguai: Millor director per Mundialito